# Lorenzo Arrazola
Lorenzo Arrazola y García, né à Checa (province de Guadalajara) le 10 août 1797 et mort à Madrid le 23 février 1873, est un homme d'État, juriste et universitaire espagnol.

## Biographie
Il naît dans un milieu modeste. Il fait son séminaire grâce à l'aide d'un oncle maternel, José García Huartes, corregidor de la ville de Benavente, dans la province de Zamora, où il s'installe pour suivre l'enseignement élémentaire puis étudier la philosophie et la théologie au séminaire de San Mateo de Valderas (province de León). Il y apprend le latin et parvient à une grande maîtrise. À 26 ans il abandonne le séminaire pour entrer dans l'armée, contre l'avis de son oncle, et lutte en 1823 contre les partisans de l'absolutisme. Il part ensuite résider à Valladolid pour étudier la jurisprudence civile, discipline en laquelle il obtient un doctorat puis obtient la chaire d'institutions philosophiques dans cette même université. Il en sera plus tard recteur. Plus tard il rejoint l'université complutense, dont il sera doyen de la faculté de droit en 1845.
En 1829 il se marie avec Ana Micaela Guerrero, originaire de Villanueva del Campo, localité dont il aida à reconstruire l'église incendiée en 1850. En 1835, âgé de 38 ans, il est élu député aux Cortes de Castille-et-León, puis comme représentant au Congrès des députés espagnol pour la province de Valladolid, cessant ses activités d'avocat et d'enseignement à l'université. Son idéologie fut depuis le premier moment en conformité avec le Parti modéré. Il est membre de l'Athénée de Madrid.

### Carrière politique
Ministre des Affaires étrangères puis président du conseil des ministres, il est destitué par les Cortes après quelques semaines seulement d'exercice (du 17 janvier au 1er mars 1864) et se trouve remplacé par Alejandro Mon y Menéndez. Il est à six reprises ministre de la Grâce et de la Justice (1838-1840, 1847-1848, 1849-1851, et 1864-1867) portefeuille auquel s'ajoute à l'occasion celui des Affaires étrangères et de l'Outre-mer, étant homme de confiance du général Narváez. Il est également membre puis président du Tribunal suprême espagnol et sénateur à vie à partir de 1848.

### Juriste et intellectuel
Il est un jurisconsulte remarqué ; c'est sous sa direction que sont publiés les différents volumes de l'Encyclopédie espagnole de droit et d'administration ou Nouveau théâtre universel de la législation d'Espagne et des Indes Enciclopedia Española de Derecho y Administración o Nuevo Teatro Universal de la Legislación de España e Indias) à partir 1848.
Il est un latiniste renommé. Il composa à de nombreuses reprises dans cette langue les discours d'entrée à l'université de Valladolid (Oratio in auguratione studiorum Universitatis Vallisoletanae, 1836, Oratio in regia vallisoletana universitate pro solemni studior: apertura, 1839).
Il s'intéresse également à la volcanologie (Ensayo sobre volcanes y terremotos, 1829) et écrit un recueil de poèmes, Poesias o Cantos lugubres a la sensible y prematura muerte de nuestra... soberana Maria Josefa Amalia, 1829.